# Carl Johan Stolpe
Carl Johan Stolpe, född 3 februari 1800 i Hille församling, Gävleborgs län, död 26 april 1891 i Norrköpings Hedvigs församling, Östergötlands län, var borgmästare i Norrköping och Arboga.

## Biografi
Stolpe inskrevs vid Uppsala universitet 1818 och avlade kansli och hovrättsexamina där 1824. Han blev magistratssekreterare i Gävle 1829 och borgmästare i Arboga 1847. Stolpe var justitieborgmästare i Norrköping från 1858 till 1884. Politiskt konservativ var han ledamot av borgarståndet vid riksdagarna 1853 till 1854 och 1856 till 1858.
Han var även verksam som amatörmusiker och spelade violin samt var vissångare. Stolpe blev ledamot i Kungliga Musikaliska Akademien 1857.
Han var far till överstelöjtnanten och stadsingenjören Wilhelm Stolpe, musikläraren och konstnären Marie-Louise Stolpe och till arkeologen och etnografen Hjalmar Stolpe. Carl Johan Stolpe är begraven på Arboga gamla kyrkogård.